# Giovanni Ricciardi (pintor)

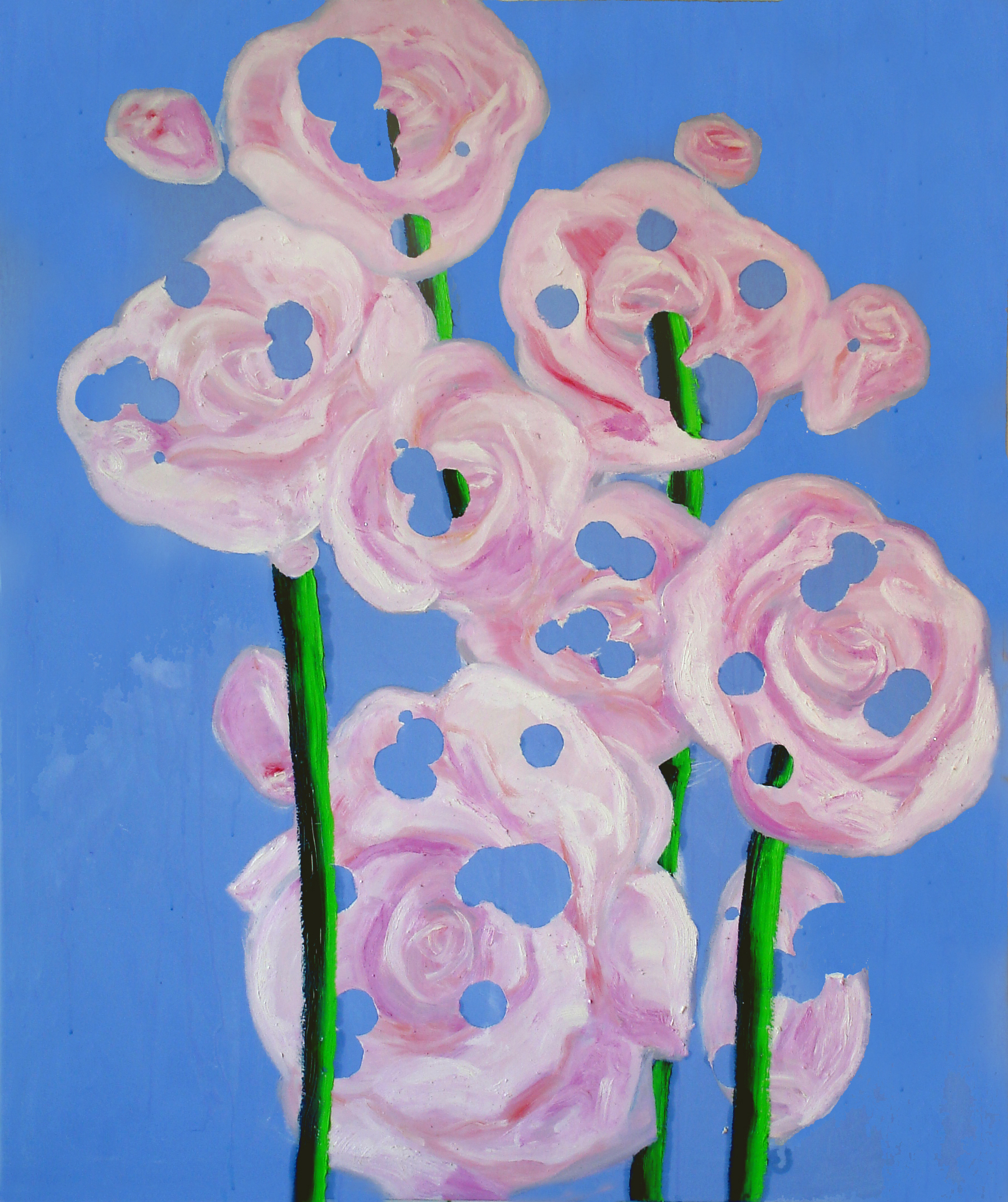
bit-olio su tela Milano 2006.

Giovanni Ricciardi (Napoli, Italia 14 de junio de 1977) es un pintor italiano.
Inició su actividad expositiva en Nápoles en 1995, frecuentó la Academia de Bellas Artes,. Expuso luego en el Museo Nacional, en el Museo Pietrarsa (ambos en Nápoles), en el Convitto Nazionale (Milán), en el Palazzo delle esposizione (Roma), en la Academia Iraquena (Bagdad, Irak), en La balle au bond (París), en el Museum of Modern Art (Tokyo).